# 强婚刺铃蟾
强婚刺铃蟾（学名：Bombina fortinuptialis）为盘舌蟾科铃蟾属的两栖动物，是中国广西的特有物种。常生活于山区水源附近。其生存的海拔范围为1200至1640米。该物种的模式产地在广西大瑶山。

## 保护
本种于2023年被收录入《有重要生态、科学、社会价值的陆生野生动物名录》。